# Dr. Langeskov, The Tiger, and The Terribly Cursed Emerald: A Whirlwind Heist
Dr. Langeskov, The Tiger, y The Terribly Cursed Emerald: A Whirlwind Heist (a veces abreviado como Dr. Langeskov) es un videojuego de exploración desarrollado por Crows Crows Crows, un estudio creado por William Pugh. El videojuego fue lanzado para Windows el 4 de diciembre de 2015 de forma gratuita. En el juego, el jugador, esperando participar en una historia narrativa sobre un robo, se encuentra ayudando a un narrador invisible antes de que pueda participar en la historia.

## Jugabilidad
Dr. Langeskov es un videojuego de exploración, jugado desde la perspectiva en primera persona donde el jugador tiene alguna interacción limitada con el medio ambiente, pero por lo demás no hay otro elemento de jugabilidad importante. El jugador puede recoger algunos objetos (como trozos de papel) que contienen elementos narrativos o monedas o cintas de casete para localizarlos. Dr. Langeskov tiene una duración aproximada de 20 minutos.
Al principio del juego, el jugador tiene la impresión de que está a punto de jugar un juego sobre un robo que tiene lugar en una mansión con una esmeralda y un tigre. Sin embargo, el videojuego parece fallar, y encuentran a su jugador-personaje en el área verde del juego, moldeado como el backstage de una producción teatral. Un narrador invisible (Simon Amstell) informa al jugador-personaje que otro jugador está jugando al videojuego. Como no pueden tener dos jugadores en el videojuego al mismo tiempo, el narrador sugiere que el jugador-personaje pueda ayudar detrás de las escenas, ya que la mayoría del personal parece estar en huelga, hasta que el otro jugador se va, en cuyo momento el jugador real puede jugarlo por sí mismo. El narrador instruye al jugador-personaje a completar varias tareas pequeñas que ayudan a completar la experiencia para el jugador actual en el videojuego, como manipular un ascensor cuando es necesario, o preparar la jaula del tigre. El jugador-personaje puede tomar algunas acciones u omisiones que causarán que el narrador reaccione de diferentes maneras, por ejemplo, al no tirar de una palanca cuando se le solicite, haciendo que el narrador pida ayuda desesperadamente; sin embargo, esto no cambia la narrativa general.
A pesar de una serie de pequeños errores y casualidades, el jugador-personaje es capaz de asegurar que el jugador actual complete el juego. El narrador conduce al jugador-personaje de vuelta al inicio, y les permite entrar en el juego. Sin embargo, mientras espera en la oscuridad a que empiece el juego, el personaje-jugador oye al narrador hablar a un nuevo jugador, en la misma situación en la que el personaje-jugador había estado antes. El narrador guía a ese nuevo jugador para ayudar al jugador-personaje, pero en este caso, el nuevo jugador activa accidentalmente la liberación del tigre antes de lo esperado y, sin ser visto, el tigre ataca al jugador-personaje. El juego corta bruscamente a los créditos.
Jugar el videojuego la segunda vez permite al jugador recoger una baraja de casete que les permite escuchar varias cintas (realizadas por Justin Roiland) esparcidas alrededor del juego.

## Desarrollo
Dr. Langeskov es desarrollado por Crows Crows Crows, un estudio independiente creado por William Pugh que anteriormente trabajó en The Stanley Parable; el estudio también incluye al escritor Jack De Quidt, el director de arte Dominik Johann, los programadores Sean O' Dowd y Andrew Roper, y el compositor Grant Kirkhope. El estudio bromeó con el lanzamiento de Dr. Langeskov en octubre de 2015, aunque en ese momento no había nombrado el videojuego.
El videojuego incluye las voces de Simon Amstell y Justin Roiland. Pugh también está trabajando con Roiland en un segundo videojuego que puede incluir elementos de realidad virtual.
El videojuego fue lanzado el 4 de diciembre de 2015, como una descarga gratuita de Steam para Windows y OS X.

## Recepción
Alec Meer de Rock, Paper, Shotgun escribió que el videojuego era "encantador, incluso infeccioso" y caracterizó a los videojuegos anteriores del desarrollador como conocidos por su sorpresa y deleite. Recibió grandes elogios por la actuación de Amstell como narrador. Meer vio al Dr. Langeskov como una secuela acortada de The Stanley Parable, aunque más "juguetona" que "autoanalítica" y más como una respuesta a la recepción del videojuego que al videojuego en sí mismo. En comparación con The Stanley Parable, el narrador no es omnisciente, sino inseguro y tan confuso como el jugador, similar a Wheatley de Portal 2. Meer escribió que el Gatekeeping era un tema prominente del trabajo y que los desarrolladores parecerían vanidosos a algunos jugadores. El crítico apreció las preguntas que Dr. Langeskov provocó acerca de cómo el público piensa sobre el proceso de diseño del videojuego.